# Paul Pârvulescu
Paul Ovidiu Pârvulescu (zapisywane również jako Paul Ovidiu Pîrvulescu) (ur. 11 sierpnia 1988 w Mediaș) – rumuński piłkarz występujący na pozycji pomocnika w rumuńskim klubie Politehnica Iași.
Wychowanek Gaz Metan Mediaș, w swojej karierze grał także w takich zespołach jak Steaua Bukareszt, Viitorul Konstanca, Voluntari, ASA Târgu Mureș, SKN St. Pölten oraz Wisła Płock. Były reprezentant Rumunii do lat 21.